# Совиньон зелёный
Совиньон зелёный (фр. Sauvignon vert), он же Фриулано (итал. Friulano), он же Совиньонесс (фр. Sauvignonasse) — технический (винный) сорт винограда, используемый в Италии и Словении для производства белых вин.

## История
Предположительно происходит из региона Бордо. Популярность обрёл в Северной Италии, куда он попал в начале XIX века под именем Tocai. Имя было выбрано, чтобы подняться на волне популярности токайских вин, и это вполне удалось. Итальянские виноделы до 1990-х годов были уверены в венгерском происхождении сорта.
В 1993 году официальные представители венгерского региона Токай-Хедьялья подали в Европейский суд иск о защите наименования Токай, и суд встал на их сторону, запретив использовать географическое указание производителям не из региона Токай с 31 мая 2007 года.
Считалось, что сорт является потомком совиньон-блана, но последние генетические исследования швейцарского ампелографа Жозе Вуйямо опровергли эту связь.

## География
Во Франции, в департаменте Жиронда, сорт культивировался в полевой смеси с совиньон-бланом и семильоном, но эти два сорта почти полностью вытеснили Совиньонесс. На текущий момент, сорт отсутствует в списке разрешённых для культивирования во Франции.
В Италии, где сорт приобрёл популярность, его культивируют в областях Фриули, Венеция и Ломбардия. На 2000 год сортом было занято почти 4700 Га виноградников севера Италии.
В Словении, по соседству с Фриули, сорт культивируют в винодельческих областях Приморье и Штайерска. Вместо Фриулано или Совиньонесс там используют синонимы Якот (словен. Jakot), Пикотно (словен. Pikotno) или Гредич (словен. Gredič).
По случайности, сорт приобрёл некоторую популярность в Чили и Аргентине. Когда в Латинскую Америку завозили лозы совиньон-блана, то брали их с полевых смесей Франции, где тогда Совиньон-блан рос совместно с сортами семильон и совиньонесс. Видимо, тогда совиньонесс и попал в Латинскую Америку. Одно время, значительную часть виноградников, формально занимаемых совиньон-блан, занимал именно совиньонесс. Когда это обнаружили, то нежеланные лозы стали постепенно выкорчёвывать и заменять на желаемый совиньон-блан, но даже на 2008 год в Чили примерно 234 Га было занято совиньонессом, а в Аргентине (главным образом в провинции Мендоса) им было занято около 659 Га площадей.
В скромных количествах сорт культивируют в Крыму и в Краснодарском крае.

## Основные характеристики
Кусты сильнорослые.
Листья средние, округлые, пятилопастные, с приподнятыми краями, снизу со слабым паутинистым опушением. Черешковая выемка закрытая, узкая, с острым дном.
Цветок обоеполый.
Грозди средние, конические, средней плотности и рыхлые.
Ягоды мелкие, немного овальные, зеленоватые или жёлто-зелёные. Кожица толстая. Мякоть тающая.
Вызревание побегов хорошее.
Сорт среднего периода созревания. Период от начала распускания почек до полного созревания ягод 140—145 дней при сумме активных температур 2790°С.
Урожайность высокая — 130—140 ц/га.
Устойчив против милдью (ложной мучнистой росе), устойчив против оидиуму (мучнистой росе), сильно поражается серой гнилью.

## Синонимы
В базе VIVC приводится около 30 названий, среди которых Friulano, Jakot (Tokaj наоборот), Occhio di Gatto, Sauvignon de la Corrèze, Sauvignon Gros Grain, Sauvignon Vert, Tai Bianco, Tocai, Tocai Friulano, Tocai Italico, Tocai Italico Friulano, Zeleni Sauvignon.
По неизвестной причине, в Калифорнии сорт Мюскадель тоже называется Sauvignon vert.